# Корсунівка (Богодухівський район)
Корсуні́вка —  село в Україні, у Валківській міській громаді Богодухівського району Харківської області. Населення становить 120 осіб. До 2020 орган місцевого самоврядування — Гонтово-Ярська сільська рада.

## Географія
Село Корсунівка знаходиться на схилах балки Пустеля, за 5 км від м. Валки, примикає до села Гонтів Яр, поруч проходить автомобільна дорога М03 (E40).

## Історія
12 червня 2020 року, розпорядженням Кабінету Міністрів України № 725-р «Про визначення адміністративних центрів та затвердження територій територіальних громад Харківської області», увійшло до складу Валківської міської громади.
19 липня 2020 року, в результаті адміністративно-територіальної реформи та ліквідації Валківського району, село увійшло до складу Богодухівського району.

## Населення

### Мова
Розподіл населення за рідною мовою за даними перепису 2001 року:
| Мова       | Кількість | Відсоток |
| ---------- | --------- | -------- |
| українська | 115       | 95.83%   |
| російська  | 5         | 4.17%    |
| Усього     | 120       | 100%     |